# フィリップ (メクレンブルク公)
フィリップ（1世）（Philipp (I.), 1514年9月12日 - 1557年1月4日）は、メクレンブルク＝シュヴェリーン公（在位：1552年 - 1557年）。

## 生涯
フィリップはメクレンブルク公ハインリヒ5世と、プファルツ選帝侯フィリップの娘ヘレネ・フォン・デア・プファルツの間に末息子として生まれた。馬上槍試合での怪我の影響で長年精神を病み、父ハインリヒ5世の死後もメクレンブルク＝ギュストロー公ウルリヒの宮廷で暮らし、そこで亡くなった。障害があったため、積極的に統治を行ったかどうかは疑問である。
フィリップはドベラーン・ミンスターに埋葬された。